# Angela peruviana
Angela peruviana är en bönsyrseart som beskrevs av Giglio-tos 1916. Angela peruviana ingår i släktet Angela och familjen Mantidae. Inga underarter finns listade i Catalogue of Life.